# Amphis (poète comique)
Pour les articles homonymes, voir Amphis.
Amphis (en grec ancien Ἄμφις) est un poète comique actif à Athènes au milieu du IVe siècle av. J.-C., représentant de la Comédie Moyenne. 

## Notice biographique
Il est contemporain de Platon, décédé en 347 av. J.C., qu'il met en scène dans deux de ses pièces, et de l'hétaïre Phryné, ce qui permet de placer son activité au milieu du IVe siècle av. J.-C.. La Souda (une encyclopédie byzantine de la fin du Xe siècle) le qualifie d'Athénien ; cependant ce nom n'est pas attesté en Attique, tandis qu'un décret de 322/1 av. J.-C. mentionne un certain Amphis d'Andros, une des Cyclades. Si les deux personnages sont identiques, ce que la chronologie ne permet pas d'exclure, il serait un métèque qui vint faire carrière à Athènes. 

## Œuvre
Nous avons conservé de cet auteur le titre de 28 de ses pièces et une cinquantaine de fragments.
Les fragments ont été rassemblés en dernier lieu par Kassel et Austin (1991), éclipsant les éditions antérieures de Kock (1884) et Augustus Meineke (1840). Une traduction anglaise de ses fragments a été éditée par Edmonds (1959), à partir du texte édité par Kock. Une nouvelle traduction partielle est éditée par Papachrysostomou en 2008.

## Editions
- Kassel R., Austin C., Poetae Comici Graeci, T2, De Gruyter, 1991, p.213 sq.
- Edmonds, The Fragments of Attic Comedy, T2, Brill, 1959, p.312 sq.
- Kock T., Comicorum Atticorum fragmenta, T2, Teubner, 1884, p.236-250
- Meineke A., Fragmenta comicorum Graecorum, T3, Berlin, 1840, p.301-321 et 677-680